# National Provincial Championship 2002
La National Provincial Championship 2002 fue la vigésimo séptima edición del principal torneo de rugby de Nueva Zelanda.
El campeón del torneo fue el equipo de Auckland quienes lograron su decimotercer campeonato.

## Sistema de disputa
Cada equipo enfrenta a los equipos restantes en una sola ronda.
- Los cuatro mejores equipos clasifican a semifinales por la búsqueda del campeonato.

- El equipo ubicado en la 10° posición al final del campeonato disputa un repechaje frente al campeón de la Segunda División.

## Clasificación
Tabla de posiciones:
| Pos. | Equipo        | Encuentros | Encuentros | Encuentros | Encuentros | Tantos | Tantos | Tantos | PB | PB | Puntos |
| Pos. | Equipo        | PJ         | PG         | PE         | PP         | F      | C      | Dif    | BO | BD | Puntos |
| ---- | ------------- | ---------- | ---------- | ---------- | ---------- | ------ | ------ | ------ | -- | -- | ------ |
| 1.º  | Waikato       | 9          | 8          | 0          | 1          | 365    | 231    | +134   | 7  | 0  | 39     |
| 2.º  | Canterbury    | 9          | 7          | 0          | 2          | 337    | 215    | +122   | 6  | 0  | 34     |
| 3.º  | Auckland      | 9          | 6          | 0          | 3          | 325    | 168    | +157   | 6  | 2  | 32     |
| 4.º  | Otago         | 9          | 6          | 0          | 3          | 237    | 215    | +22    | 3  | 2  | 29     |
| 5.º  | Wellington    | 9          | 5          | 0          | 4          | 325    | 235    | +90    | 4  | 3  | 27     |
| 6.º  | Taranaki      | 9          | 5          | 0          | 4          | 238    | 260    | -22    | 2  | 1  | 23     |
| 7.º  | North Harbour | 9          | 3          | 0          | 6          | 197    | 259    | -62    | 2  | 3  | 17     |
| 8.º  | Northland     | 9          | 2          | 0          | 7          | 187    | 335    | -148   | 3  | 0  | 11     |
| 9.º  | Southland     | 9          | 2          | 0          | 7          | 160    | 266    | -106   | 1  | 1  | 10     |
| 10.º | Bay of Plenty | 9          | 1          | 0          | 8          | 203    | 392    | -189   | 3  | 2  | 9      |

|  | Semifinalistas.                               |
|  | Repechaje frente al campeón de la División 2. |

### Semifinales
| 19 de octubre | Waikato | 41 - 37 | Otago |  |  |

| 18 de octubre | Canterbury | 23 - 29 | Auckland |  |  |

### Final
| 26 de octubre | Waikato | 28 - 40 | Auckland |  |  |

| Bandera de Nueva Zelanda |
| Campeón Auckland         |
| Décimo tercer título     |

### Repechaje
| 26 de octubre | Bay of Plenty | 37 - 21 | Hawke's Bay |  |  |

- Bay of Plenty mantiene la categoría para la próxima temporada.